# Üvezbeli, Cumayeri
Üvezbeli là một xã thuộc huyện Cumayeri, tỉnh Düzce, Thổ Nhĩ Kỳ. Dân số thời điểm năm 2010 là 184 người.